# Los guerrilleros (película de 1965)
 Los guerrilleros  es una película en blanco y negro de Argentina dirigida por Lucas Demare según su propio guion escrito en colaboración con Sixto Pondal Ríos que se estrenó el 5 de agosto de 1965 y que tuvo como protagonistas a Arturo García Buhr, Bárbara Mujica,  José María Langlais y   Olga Zubarry. Las escenas de exteriores se filmaron en Salta.

## Sinopsis
Un grupo de jóvenes alentados por un profesor universitario realiza actividad guerrillera.

## Reparto
Colaboraron en el filme los siguientes intérpretes:
- Arturo García Buhr …Dr. Arrillaga
- Bárbara Mujica … Patricia
- José María Langlais … Fernando
- Olga Zubarry …Isabel
- Ignacio Quirós …Bruno
- Luis Medina Castro
- Marilina Ross
- Ernesto Bianco …Profesor
- María José Demare
- Martín Andrade
- Carlos Víctor Andris
- Enrique Liporace
- Romualdo Quiroga …Gendarme 1
- Alberto Mazzini …
- Luis E. Corradi …Chofer
- Alicia Bonnet
- Loló Prat
- Lilly Vicet
- Nelly Tesolín …Mujer en fiesta
- Víctor Martucci …Padre de Fernando
- Carlos Galante …
- Susana Beltrán
- Juan Buryúa Rey …Gendarme 2
- Rafael Chumbita …Gendarme 3
- Américo Nar
- Saúl Szabó
- Miguel Ángel Marnel
- Sergio Vanders
- Oska Erdöby
- Máximo Giorgi
- Emilio Lange
- Enzo Malatesta
- Tunita
- Gladys Mancini …Chica en boite
- Reynaldo Mompel

## Comentarios
La Nación dijo del filme:

”Demare ha conseguido infundirle vigor y aliento dramático a muchas de sus secuencias….Ha logrado construir el relato de acuerdo con una progresión dramática precisa, bien rodada.”

Clarín opinó:

”Relato fluido…con momentos de dinámico espectáculo.”

Por su parte, Manrupe y Portela escriben:

”Demare cerca de Carreras en un didactismo acorde a la época….Divertida pero trágica.”